# ستيغ
ستيغ (بالفنلندية: Stig)‏ هو مغني ومنتج أسطوانات وملحن فنلندي، ولد في 22 أغسطس 1978 في هلسنكي في فنلندا.

## وصلات خارجية
- ستيغ على موقع IMDb (الإنجليزية)
- ستيغ على موقع ميوزك برينز (الإنجليزية)
- ستيغ على موقع أول ميوزيك (الإنجليزية)
- ستيغ على موقع أول ميوزيك (الإنجليزية)
- ستيغ على موقع ديسكوغز (الإنجليزية)
- ستيغ على موقع ديسكوغز (الإنجليزية)
- ستيغ على موقع قاعدة بيانات الفيلم (الإنجليزية)